# Konstantin IV.
Konstantin IV. Pogonat (starogrč. Κωνσταντῖνος Πωγωνατος, Konstantin Bradati) (?, 652. – Carigrad, rujan 685.), bizantski car iz Heraklijeve dinastije.

## Životopis
Najstariji sin Konstansa II., Konstantin je dobio ime Ko-Car sa svojim ocem 654. godine. Kada je poginuo njegov otac 668. godine, on je preuzeo carstvo. Njegova majka bila je Fausta, kćerka patricija Valentina. Njegovu vladavinu obilježila je arapska opsada Carigrada (674. – 678.) koja je okončana uporabom grčke vatre. Ratovao je neuspješno protiv Bugara.
Sazvao je šesti ekumenski koncil u Carigradu (680. – 681.) na kojem je osuđen monoteletizam.